# Liste der Bischöfe von Girona
Die folgenden Personen waren Bischöfe von Girona, Katalonien (Spanien):
- Heiliger Ponzius (304)
- Heiliger Narcissus (307)
- Frontinià (516–517)
- Estafili (540–546)
- Alici (589)
- Johannes von Biclaro (590/91–ca. 620/21)
- Nonnit (621–633)
- Toila (636–656)
- Amador (673)
- Jaume (683)
- Savaric (688)
- Gilimir (693)
- Ataulf (778–788)
- Valaric (816–817)
- Nifridi (818)
- Guimer (834)
- Gotmar I. (841–850)
- Sunifred (858)
- Teuter (870–888)
- Servus Dei (888–907)
- Guiu (907–936)
- Seniofrè (944)
- Gotmar II. (944–954)
- Amulf (954–970)
- Miró Bonfill (970–984)
- Gotmar III. (985–993)
- Ot (995–1010)
- Peter Roger (1010–1050) (Haus Comminges)
- Berenguer Guifré (1050–1093)
- Berenguer Humbert (1094–1111)
- Ramon (1112)
- Berenguer Dalmau (1113–1145)
- Berenguer de Llers (1145–1158)
- Guillem de Peratallada (1160–1168)
- Guillem de Monells (1168–1178)
- Ramon Guissall (1179–1196)
- Gaufred de Medinyà (1196–1198)
- Arnau de Creixell (1199–1214)
- Ramon de Palafolls (1214–1218)
- Alemany d’Aiguaviva (1219–1227)
- Guillem de Cabanelles oder Guillermo de Montgrí (1227–1245)
- Berenguer de Castellbisbal (1245–1254)
- Pere de Castellnou (1254–1279)
- Bernat de Vilert (1279–1291)
- Bernat de Vilamarí (1292–1312)
- Guillem de Vilamarí (1312–1318)
- Pere de Rocabertí (1318–1324)
- Pere d’Urrea (1325–1328)
- Gastó de Montcada (1328–1334)
- Gilabert de Cruïlles (1334–1335)
- Arnau de Mont-rodon (1335–1348)
- Berenguer de Cruïlles (1348–1362)
- Ennec de Vallterra (1362–1369)
- Jaume de Trilla (1369–1374)
- Bertran de Mont-rodon (1374–1384)
- Berenguer d’Anglesola (1384–1408) (Kardinal)
- Francesc de Blanes (1408–1409)
- Ramon Descatllar (1409–1415)
- Dalmau de Mur (1415–1419)
- Gonzalvo de Santamaria (1419)
- Andreu Bertran (1419–1429)
- Joan de Casanova (1431–1436) (Kardinal, Administrator)
- Bernat de Pau (1436–1457)
- Roderic de Borja (1457–1458) (Administrator)
- Cosme de Montserrat (1458–1459)
- Jaume de Cardona (1459–1462) (Haus Folch de Cardona)
- Joan de Margarit (1462–1484), Kardinal
- Berenguer de Pau (1486–1506)
- Joan d’Espès (1507–1508)
- Guillem Ramon Boil, O.S.H. (1508–1532)
- Joan de Margarit i Pau (1534–1554)
- Arias Gallego (1556–1565)
- Pere Carles, O.S. (1565–1572)
- Benet de Tocco, O.S.B. (1572–1583)
- Jaume Caçador (1583–1597)
- Francisco Arévalo de Zuazo (1598–1611)
- Onofre de Reart (1611–1620)
- Pere de Montcada (1620–1621)
- Francesc de Senjust, O.S.B. (1622–1627)
- Garcia Gil Manrique (1627–1633)
- Gregorio Parcero, O.S.B. (1633–1656)
- Bernat de Cardona (1656–1658)
- Francesc Pijoan (1659)
- Josep Fageda (1660–1664)
- Josep de Ninot (1664–1668)
- Francesc Dou (1668–1673)
- Alonso Balmaseda (1673–1679)
- Sever Tomàs Auter (1679–1686)
- Miquel Pontic (1686–1699)
- Miquel Joan de Taverner i Rubí (1699–1720)
- Josep de Taverner i d’Ardena (1720–1726)
- Pere de Copons (1726–1728)
- Baltasar Bastero (1728–1745)
- Lorenzo Taranco (1745–1756)
- Manuel Antonio de Palmero (1756–1774)
- Tomàs de Lorenzana (1775–1796)
- Santiago Pérez (1796–1797)
- Juan Ramírez de Arellano (1798–1810)
- Pedro Valero (1815)
- Antonio de Allué (1817–1818)
- Juan Miquel Pérez González (1819–1824)
- Dionisio Castaño (1825–1834)
- Florencio Lorente (1847–1862)
- Constantí Bonet (1862–1875)
- Isidre Valls (1875–1877)
- Tomàs Sivilla (1878–1906)
- Francesc de Pol i Baralt (1906–1914)
- Francesc Mas i Oliver (1915–1920)
- Gabriel Llompart i Jaume (1922–1925)
- Josep Vila Martínez (1925–1932)
- Josep Cartañà Inglés (1934–1963)
- Narcís Jubany Arnau (1964–1972)
- Jaume Camprodon Rovira (1973–2001)
- Carles Soler Perdigó (2001–2008)
- Francisco Pardo Artigas (2008–2022)
- Octavi Vilà Mayo OCist (seit 2024)